# South Wales East (circonscription du Parlement européen)
Cet article concerne une circonscription du Parlement européen. Pour la région électorale du Senedd du même nom, voir South Wales East (région électorale du Senedd). Pour d'autres utilisations, voir South Wales East.
Ne doit pas être confondu avec South East Wales (circonscription du Parlement européen).
South Wales East était une circonscription du Parlement européen couvrant le sud-est du pays de Galles, y compris Gwent et certaines parties de Mid Glamorgan.
Avant l’adoption uniforme de la représentation proportionnelle en 1999, le Royaume-Uni utilisait le système uninominal à un tour pour les élections européennes en Angleterre, en Écosse et au pays de Galles. Les conscriptions du Parlement européen utilisées dans ce système étaient plus petites que les circonscriptions régionales les plus récentes et ne comptaient chacune qu'un seul membre au Parlement européen.
South Wales East a remplacé la circonscription de South East Wales en 1984 est devenu une partie de la circonscription beaucoup plus grande du Pays de Galles en 1999.

## Limites
1984-1994: Blaenau Gwent, Caerphilly, Cynon Valley, Islwyn, Merthyr Tydfil and Rhymney, Monmouth, Newport East, Newport West, Rhondda, Torfaen.
1994-1999: Blaenau Gwent, Caerphilly, Islwyn, Merthyr Tydfil and Rhymney, Monmouth, Newport East, Newport West, Torfaen.

## Membre du Parlement européen
| Élection                    | Élection | Portrait | Membre         | Parti        |
| --------------------------- | -------- | -------- | -------------- | ------------ |
|                             | 1984     |          | Llew Smith     | Travailliste |
|                             | 1994     |          | Glenys Kinnock | Travailliste |
| 1999 circonscription abolie |          |          |                |              |

## Résultats des élections
Les candidats élus sont indiqués en gras.
| Parti         | Parti         | Candidat          | Voix    | %    | ± |
| ------------- | ------------- | ----------------- | ------- | ---- | - |
|               | Travailliste  | Llew Smith        | 138,872 | 64,3 | ' |
|               | Conservateur  | R. J. Young       | 30,384  | 14,1 |   |
|               | Green         | M. J. Witherden   | 27,869  | 12,9 |   |
|               | Plaid Cymru   | Jill Evans        | 14,152  | 6,5  |   |
|               | SLD           | P. Nicholls-Jones | 4,661   | 2,2  |   |
| Majorité      | Majorité      | Majorité          | 108,488 | 50,2 |   |
| Participation | Participation | Participation     | 215,938 |      |   |